# Ambo (Kiribati)
Ambo è un'isola di Tarawa Sud, nella capitale delle Kiribati, che fa parte del Teinainano Urban Council. Ha 2.780 abitanti nel 2015. È la sede della Maneaba ni Maungatabu, il parlamento.
Sarà la sede del tempio della Chiesa di Gesù Cristo dei santi degli ultimi giorni a Kiribati in costruzione nel 2022.